# Урозов, Жахонгир
Жахонгир Урозов (узб. Жаҳонгир Ўрозов; род. 18 января 2004) — узбекский футболист, защитник клуба «Эюпспор».

## Карьера

### «Бунёдкор»
Воспитанник футбольной академии узбекского клуба «Бунёдкор». В феврале 2021 года футболист подписал свой первый профессиональный контракт с клубом. В начале 2022 года футболист был переведён в основную команду клуба. Дебютировал за клуб 3 марта 2022 года в матче против клуба «Согдиана», выйдя на поле в стартовом составе. В дебютном сезоне футболист быстро смог закрепиться в основной команде клуба, выбыв из распоряжения клуба на часть сезона.
Начало нового сезона футболист пропустил из-за участия в международных соревнованиях с молодёжную сборной Узбекистана до 20 лет в молодёжном чемпионате Азии и молодёжном чемпионате мира, между которыми провёл 12 апреля 2023 года единственный матч в Кубке Узбекистана против клуба «Нефтчи». Первый матч в чемпионате сыграл 25 июня 2023 года против «Пахтакора», выйдя на поле в стартовом составе. За первую половину сезона футболист провёл за клуб 4 матча во всех турнирах.

### «Эюпспор»
В августе 2023 года футболист отправился в турецкий клуб «Эюпспор». Вскоре футболист официально присоединился к турецкому клубу, с которым заключил пятилетнее соглашение. Первоначально защитник отправился выступать в юношескую команду клуба до 19 лет. Дебютировал за основную команду клуба футболист 16 января 2024 года в матче Кубка Турции против «Бешикташа», выйдя на замену на 88 минуте.

## Международная карьера
В июне 2022 года дебютировал за юношескую сборную Узбекистана до 19 лет, сыграв 2 товарищеских матча со сборной Беларуси. В сентябре 2022 года получил вызов в молодёжную сборную Узбекистана до 20 лет, за которую сыграл 2 полных матча против сверстников из Словакии. 
В марте 2023 года футболист вместе с молодёжной сборной Узбекистана отправился на чемпионат Азии до 20 лет. Первый матч на турнире сыграл 1 марта 2023 года против сборной Сирии. Вместе со сборной занял первое место в группе и вышел в стадию плей-офф. В четвертьфинальном матче 11 марта 2023 года победил сборную Австралии в серии пенальти и вышел в полуфинал турнира. Также, победив австралийцев, футболист помог своей сборной завоевать путёвку на молодёжный чемпионат мира 2023 года. Стал финалистом турнира, обыграв 15 марта 2023 года в полуфинальном матче в серии пенальти сборную Южной Кореи. Стал победителем чемпионата Азии, победив в финале 18 марта 2023 года сборную Ирака.
В мае 2023 года футболист получил вызов в молодёжную сборную Узбекистана для участия на чемпионате мира. Первый матч на турнире сыграл 20 мая 2023 года против сборной Аргентины. По итогу группового этапа вместе со сборной занял второе место в группе и вышел в стадию плей-офф. На стадии 1/8 финала 30 мая 2023 года уступил сборной Израиля и завершил своё выступление на чемпионате мира. На протяжении турнира футболист был ключевым игроком сборной, полностью поведя все матчи.

## Достижения
Сборные
Узбекистан (до 20)
- Победитель Чемпионата Азии: 2023